# Salomón Juan Marcos Issa
Juan Marcos Issa (Torreón, Coahuila; 5 de julio de 1948) es un político mexicano. Fue diputado federal en la LXII Legislatura del Congreso de la Unión de México y presidente municipal de Torreón Coahuila durante el periodo 2000 - 2002.

## Biografía
Es el segundo hijo del empresario textilero Antonio Juan Marcos y su esposa Margarita Issa Habib. Estudió la licenciatura en Administración de Empresas en la Universidad Autónoma de Coahuila. Está casado Rocío Villarreal Asúnsolo con quien procreó tres hijos Salomón, Antonio y Rocío, el segundo de ellos también diputado local en Coahuila.
Juan Marcos destacó como empresario de la industria maquiladora de mezclilla. Fungió como presidente o promotor de diferentes Patronatos o Asociaciones y en los últimos años ha enfocado sus actividades al campo de la política dentro del Partido Revolucionario Institucional (PRI).
Su actividad política comenzó en 1996, cuando se postuló por la Alcaldía de Torreón que finalmente obtuvo Jorge Zermeño Infante (PAN).
Presidió la Junta de Gobierno de la LVI Legislatura del H. Congreso del Estado de Coahuila y fue Secretario de Fomento Económico del Gobierno Estatal (2006), hasta que renunció al cargo para buscar un lugar en el Senado de la República.
Ha participado activamente en Asociaciones civiles de la Iniciativa Privada, Organizaciones No Gubernamentales o Instituciones relacionadas con la educación y la cultura, como:
- Fundación para el Desarrollo Económico de Coahuila,
- Junta de Protección y Conservación del Patrimonio Cultural de Torreón,
- Fundador de la Universidad Iberoamericana Torreón,
- Fundador y presidente del Patronato de la Casa Saulo, A. C.,
- Miembro de Canacintra Torreón,
- Presidente del Club Sembradores de Amistad,
- Presidente del Patronato del Teatro Isauro Martínez, A. C.,
- entre otros.

Entre los años 2000 y 2002, tras una nueva postulación, fue Presidente Municipal de Torreón, Coahuila. Posterior a ello, entre 2003 y 2005, fue diputado local en la LVI Legislatura del Congreso de Coahuila. En 2006 fue candidato a senador de la República. En las elecciones federales de 2012 ganó la diputación federal del V Distrito de Coahuila, por lo que formó parte de la LXIII Legislatura del Congreso de la Unión de México, donde perteneció a las comisiones de  Competitividad, Fortalecimiento al Federalismo y Hacienda y Crédito Público.